# Raffaello Riccardi
Pour les articles homonymes, voir Riccardi.
Raffaello Riccardi (Moscou, 4 février 1899 - Rome, 1977) est un homme politique et un dirigeant sportif italien, il est ministre du Commerce et de la Monnaie dans le gouvernement Mussolini.

## Biographie
Né d'une mère russe, il participe à la Première Guerre mondiale en tant qu'officier de cavalerie.

### Squadrisme et parti fasciste dans la région des Marches
Après la guerre, il adhère au parti fasciste, étant l'un des fondateurs du Fascio di Combattimento à Senigallia en juillet 1920 et à Pesaro quelques mois plus tard, où il fonde et dirige l'hebdomadaire L'Ora.
Il est un leader éminent du squadrisme fasciste dans la région des Marches. Il mène de nombreuses expéditions contre les antifascistes. Parmi celles-ci, en octobre 1922, il dirige une expédition à Fossombrone en représailles au meurtre de deux fascistes : au cours de l'action, il condamne à mort le communiste Giuseppe Valenti. Pour échapper à un mandat d'arrêt pour homicide volontaire, il se rend temporairement sous une fausse identité en Sicile, où il aide la mafia à recruter des travailleurs des mines de soufre dans le syndicat fasciste.
Il participe à la marche sur Rome. Il est condamné à 4 mois et 15 jours pour le meurtre de Valenti. La sentence est annulée par l'amnistie du 22 décembre 1922
En 1939, il publie un livre de mémoires sur la période du squadrisme des Marches : Pagine Squadriste. Dans le livre, il rappelle de nombreux épisodes de violence politique dont il a été un protagoniste, dirigeant le squadrismo de Pesaro.
"La violence est la sage-femme de la révolution dans les mains de laquelle naît le nouvel ordre. (...) Les grandes paraboles ascendantes que les peuples construisent et lancent au-delà de leur destin sont éclairées par le sang qui les a générées. Je crois en la violence, et je lui attribue des pouvoirs thaumaturgiques. La violence est à la vie politique d'un peuple ce que la crise est à sa vie économique : le correctif par excellence."
Au début des années 1920, il est administrateur provincial du parti national fasciste. Il est secrétaire privé du député Silvio Gai et est élu sur la liste fasciste aux élections parlementaires de 1924.

### Carrière politique
Confirmé dans les élections politiques cinq ans plus tard, il entre dans le gouvernement Mussolini, d'abord comme sous-secrétaire au ministère des Communications (9 juillet 1928 - 11 septembre 1929), puis comme sous-secrétaire au ministère de l'Aéronautique (12 septembre 1929 - 6 novembre 1933). En 1934, il est confirmé comme membre de la Chambre des Députés.
En 1939, il devient conseiller national de la Chambre des Faisceaux et des Corporations (en italien : Camera dei Fasci e delle Corporazioni) jusqu'en août 1943 ainsi que consul général de la Milizia Volontaria per la Sicurezza Nazionale.
Il devient ministre du commerce et de la monnaie (31 octobre 1939 - 6 février 1943) et président de l'Institut national du commerce extérieur et commissaire de l'Institut national fasciste du commerce extérieur (Istituto Nazionale Fascista per il Commercio Estero) (1939-1943). En tant que ministre, il a montré au Duce qu'en 1942, Marcello Petacci a été impliqué dans divers scandales financiers.
De 1938 à 1939, il est président général du Club omnisports Polisportiva S.S. Lazio basé à Rome. Il est également devenu président de la Fédération italienne de boxe (Federazione Pugilistica Italiana). En 1942, l'université d'Urbino lui décerne un diplôme honorifique en droit.
Son ascension politique s'accompagne d'une richesse considérable. Au début des années 1930, il participe à une série d'enquêtes gouvernementales sur d'importantes activités économiques de Pesaro : la Cassa di Risparmio di Pesaro, le Consorzio delle Cooperative di Produzione e Lavoro et la Società Anonima Industria Bagni e Alberghi (SAIBA). Les enquêtes ont mis au jour un système de contrôle de ces institutions géré par des membres du mouvement local de gangsters des années 1920, toujours dirigé par Riccardi. Selon les enquêtes, les dirigeants de ces sociétés les ont gérées et utilisées à des fins de spéculation pour leur enrichissement personnel, dans un réseau dense d'abus et d'irrégularités. Les enquêtes ont mis en évidence des cas d'influence directe de Riccardi sur le système, des flux d'argent en sa faveur et l'utilisation de son nom par les dirigeants locaux pour renforcer leur contrôle.
En 1940, Mussolini lui demande de clarifier des rumeurs persistantes sur ses intérêts économiques : Riccardi répond en affirmant son honnêteté. En 1942, d'autres enquêtes révèlent que Riccardi a placé des capitaux en Suisse.
En 1943, il est remplacé dans le département par Oreste Bonomi, après l'approbation de l'ordre du jour des Grandi, et est arrêté sur ordre de Pietro Badoglio et emprisonné à Regina Coeli : libéré par les Allemands en septembre 1943 et emmené à Munich, il adhère à la République sociale italienne sans toutefois y occuper de fonctions institutionnelles.

### L'après-guerre
En juillet 1947, il est jugé pour les crimes de 1922 à Fossombrone : il est acquitté pour manque de preuves et déclare que les épisodes racontés dans Pagine squadriste sont fictifs.
En 1946, il publie un livre de mémoires ; plus tard, il se retire dans la vie privée. Il vit à Lugano, en Suisse. Il est cité par certaines sources sous le nom de "Raffaele".